# Сент-Клер (округ, Міссурі)
Шаблон:StateAbbr_ 38°02′ пн. ш. 93°46′ зх. д. / 38.04° пн. ш. 93.77° зх. д.
Округ  Сент-Клер (англ. St. Clair County) — округ (графство) у штаті Міссурі, США. Ідентифікатор округу 29185.

## Історія
Округ утворений 1841 року.

## Демографія
За даними перепису 
2000 року 
загальне населення округу становило 9652 осіб, усе сільське.
Серед мешканців округу чоловіків було 4792, а жінок — 4860. В окрузі було 4040 домогосподарств, 2790 родин, які мешкали в 5205 будинках.
Середній розмір родини становив 2,83.
Віковий розподіл населення поданий у таблиці:
| Стать    | До 15 років | 15-21 | 22-29 | 30-39 | 40-49 | 50-65 | 65-85 | Понад 85 |
| -------- | ----------- | ----- | ----- | ----- | ----- | ----- | ----- | -------- |
| Чоловіки | 943         | 407   | 313   | 558   | 662   | 991   | 827   | 91       |
| Жінки    | 855         | 336   | 326   | 555   | 632   | 1018  | 937   | 201      |

## Суміжні округи
- Генрі — північ
- Бентон — північний схід
- Гікорі — схід
- Полк — південний схід
- Седар — південь
- Вернон — південний захід
- Бейтс — північний захід

## Виноски
1. ↑  U.S. Decennial Census. United States Census Bureau. Процитовано 20 листопада 2014.
2. ↑  Historical Census Browser. University of Virginia Library. Архів оригіналу за 11 серпня 2012. Процитовано 20 листопада 2014.
3. ↑  Population of Counties by Decennial Census: 1900 to 1990. United States Census Bureau. Процитовано 20 листопада 2014.
4. ↑  Census 2000 PHC-T-4. Ranking Tables for Counties: 1990 and 2000 (PDF). United States Census Bureau. Процитовано 20 листопада 2014.
5. ↑  State & County QuickFacts. United States Census Bureau. Архів оригіналу за 13 серпня 2011. Процитовано 14 вересня 2013. [Архівовано 2011-08-13 у Wayback Machine.](англ.) Наведено за англійською вікіпедією.
6. ↑  American FactFinder. Бюро перепису населення США. Архів оригіналу за 26 лютого 2012. Процитовано 31 січня 2008. [Архівовано 2008-05-21 у Wayback Machine.]

| США | Це незавершена стаття з географії США. Ви можете допомогти проєкту, виправивши або дописавши її. |